# Harald Gollnick
Harald Gollnick (* 2. September 1948 in Oldenburg (Oldb)) ist ein deutscher Dermatologe.

## Leben
Ab 1971 studierte Gollnick an der Freien Universität Berlin Medizin. Im selben Jahr wurde er im Corps Guestphalia Berlin recipiert. Er wechselte an die Westfälische Wilhelms-Universität. Nach dem Jahr als Medizinalassistent approbiert, war er 1977/78 Wissenschaftlicher Assistent an der Medizinischen Klinik im Klinikum Westend. Die Ausbildung zum Dermatologen durchlief er ab 1979 im Universitätsklinikum Benjamin Franklin in Berlin-Steglitz. 1983 wurde er zum Dr. med. promoviert. Seit 1984 Facharzt und Oberarzt, habilitierte er sich 1988 für Dermatologie und Venerologie. Seit 1993 apl. Professor, folgte er 1994 dem Ruf der Otto-von-Guericke-Universität Magdeburg auf ihren Lehrstuhl. Er war 1998 Prodekan der Medizinischen Fakultät und saß von 2008 bis 2015 im Fakultätsrat. 2015 trat Gollnick in den Ruhestand.

## Ehrungen
- Präsident der Deutschen Dermatologischen Gesellschaft (2003–2007)
- Deutscher Abgeordneter in der Union européenne des médicins specialistes (1998–2013)
- Ehrenmitglied der dermatologischen Fachgesellschaften in den Baltischen Staaten und in der Schweiz, in Chile, Finnland, Griechenland, Österreich, Tschechien, Slowakei, Rumänien und Ungarn.